# Zaklad iz Panagjurišta
Zaklad iz Panagjurišta je starodavni komplet za pitje, odkrit 8. decembra 1949, dva kilometra južno od Panagjurišta v osrednji Bolgariji.
Zlati zaklad je sestavljen iz devetih posod iz čistega zlata in ima skupno težo 6,164 kilograma. Zlate posode so pripadale neznanemu vladarju iz traškega plemena Odrisen in so bile uporabljene za verske obrede. Datiran je v konec 4. stoletja v začetek 3. stoletja pr. n. št..
Zaklad hranijo v Narodnem muzeju v Sofiji in je ena največjih najdb zlatih predmetov v Evropi po koncu 2. svetovne vojne. Najdba ni bila plod arheološke dejavnosti, pač pa so zaklad slučajno odkrili trije delavci, ki so kopali glino za bližnjo tovarno keramičnih ploščic. Posode so plod izjemnega metalurškega znanja Tračanov in stoletnega vpliva Grkov na ta prostor. Dejansko je tehnična dovršenost tračanskih zlatih predmetov tolikšna, da jih lahko razglasimo za najboljše zlatarje evropske antike.
Najdba v vasi Panagjurište je močno dvignila zanimanje za antično Trakijo, ki je pokrivala dele današnje Bolgarije, Turčije, Severne Makedonije in Srbije. Kljub temu, da so Grki in Rimljani Tračane imeli za barbare (najslavnejši Tračan je bil legendarni Spartak), so se le-ti, od razvitejših sredozemskih kultur, hitro naučili številnih obrtniških spretnosti in kmalu prekosili svoje učitelje

## Opis
Zaklad sestavlja 7 pivskih posod (riton), amfora in plitva obredna posoda (fiale). Največja in najtežja posodo je amfora. Trije ritoni so v obliki ženske glave, dva spominjata na glavo jelena, en na glavo ovna in en na sprednji del kozla.
Vratovi ritonov so okrašeni s prizori iz grške in tračanske mitologije.

### Amfora
Največja posoda je amfora.
Ročaja tvorita dva pokončna kentavra. Njune zadnje noge se zlijejo v kaneliran ročaj, medtem ko sprednje noge počivajo na zgornjem robu amfore.
Zgornji rob telesa je okrašen z simo iz jajčevnika, spodaj je friz iz prepletenih palmet in lotosovih cvetov.
Samo telo posode krasi relief, na katerem je upodobljenih več moških in prizor žrtvovanja. Širok friz je okrašen s figurami, v središču katerih so dvokrilna vrata, obrobljena z jonskimi stebri, z levjimi glavami kot kapitelom in krilatimi sfingami na dnu. Okoli nje je postavljenih sedem moških figur.
Na desni je bradati moški, zavit v dolga oblačila in naslonjen na palico. Prerokuje iz jeter žrtev. Drugi moški so vojaki, goli, razen nataknjenih plaščev in oboroženi z meči. Eden od njih ima majhno brado, palico v roki in visoke pete in opazuje preročišče. Drugi z rogom daje znak za napad na vrata. Med zapiralnimi krili vrat lahko vidite glave in roke starca, ki se skriva. Friz je od jajčastega dna posode ločen s palmetno črto.
Na zaobljenem dnu posode so upodobljeni Silen z dvojno piščaljo in kantarom ter mladostni Heraklej, ki se bori s kačami. Na obeh straneh je glava z negroidnimi značilnostmi, katere usta so prebodena, da vino lahko teče iz posode. Telo posode nima nobenega stojala ali nog in ga ni bilo mogoče odložiti, ko je bilo polno. Ljudje so pili iz odprtin v črnih glavah, zato je amfora znana tudi kot amforin riton.
Na notranji strani vratu amfore je teža podana z grškimi črkami.

### Fiale (posoda)
Umetniško najbolj zanimiva posoda je plitva obredna posoda (fiale).
Okoli polkrožne posode je v sredini obroba z majhnimi rozetami, venec iz 24 želodov, trije frizi z afriškimi glavami, ki so večji in večji - skupaj 72 glav. Njena vrednost je vgravirana na vratu fiale - 200 drahm in pol in obolus po kovančevskem sistemu mesta Lampsakos. Zlato, iz katerega je izdelana fiale, se po svoji sestavi razlikuje od zlata, iz katerega so narejeni ritoni.
Najtežja znana trakijska zlata posoda je okrašena s štirimi koncentričnimi črtami z glavami negroidnih značilnosti in želodi.

### Ritoni
1. Riton s trupom kozla 
Širitvena odprtina ima navzven profiliran rob, ki je okrašen z želodovim frizom. Spodaj je figurni friz: Hera sedi na prestolu in v desni drži stekleničko, v levi pa rob ogrinjala, ki jo ovije okoli glave. Levo in desno od nje sta Artemida in Apolon z lokom v roki, za njimi Nike z razprtimi krili. Imena bogov so vklesana blizu njihovih glav. Spodnji del ritona se zlije v protom (sprednji del živali) kozla z ukrivljenimi rogovi. Kozje oči so izklesane. Sprednje noge kozla so iztegnjene naprej.
2. Riton z jelenovo glavo 
Ročaj je oblikovan v obliki leva s sprednjimi tacami, naslonjenimi na odprtino ritona. Glava ženske je oblikovana na dnu ročaja (na prehodu v posodo). Rogovi jelenov so prikazani pomanjšani in vnaprej skrajšani ter v celoti prekriti s figuralnimi reliefi. Paris, ki sedi v frigijskih oblačilih, ima v levi roki pastirsko palico. Dvignil je desno roko in pokazal, da se je odločil, katera izmed treh boginj je najlepša. Tri so postavljene okrog njega: Hera sedi poleg njega na prestolu, Atena sedi na levi z mečem in čelado. Na drugi strani je Afrodita prikazana s sijočim obrazom, ker je zmagala na tekmovanju. Roko ovije okoli ogrinjala. Paris je zaznamovan z izvirnim imenom 'Aleksander'. Vklesana so tudi imena boginj.
3. Riton z jelenovo glavo 
Še en riton z glavo jelena, podoben prejšnjemu ritonu. Na frizu so simetrično razporejeni mitološki prizori: Tezej se bori s kretskim bikom na ravnici Maratona in Heraklej s Kerinejsko košuto.
4. Riton z ovnovo glavo 
Oblika je enaka ritonu z zgoraj navedenim trupom kozla. Zmanjša se v glavo ovna. Krzno je sestavljeno iz gostih vrstic vgraviranih, koncentričnih krogov. Na frizu rogov je upodobljen sedeči Dioniz, ki v roki drži žezlo. Zraven je nimfa Eriope. Obe imeni sta vgravirani. Na obeh straneh so prikazane plesne menade z bobni in tirsi.
5. Riton v obliki ženske glave 
Odprtina posode se razširi in upogne navzven. Na vratu posode je prikazan relief jajčevnega friza. Telo posode ima obliko ženske glave. Lasje pokriva šal, ki ga na čelu drži zaponka.
6. Riton v obliki ženske glave 
7. Riton v obliki ženske glave 
Telo ritona ima obliko ženske glave s čelado. Na čeladi sta za okras dva sedeča orlova grifona, na sredini rastlinski okras. Ročaj ima obliko kaneliranega stebra, na katerem sedi sfinga z iztegnjenimi krili, katere sprednje tace ležijo na robu navzven ukrivljene odprtine posode. Ženski kodrasti lasje kukajo izpod čelade in sežejo do njenega vratu, ki je bil poškodovan, ko so našli zlati zaklad, na spodnjem koncu katerega je levja glava z izlivom.
Tako kot pri drugih antropomorfnih vrčih ritonih tudi inkrustacija oči ni ohranjena. Ženski portreti treh ritonov ženskih glav so individualizirani z majhnimi razlikami. Čelada kaže, da je ženska glava Atena ali Amazonka, drugi dve ženski pa lahko primerjamo s Hero in Afrodito, ki ju lahko vidimo na ritonu, ki prikazuje Parisa.

## Pomen
Podobne posode iz plemenitih kovin so simboli družbenega statusa in so jih pri obrednih dejanjih uporabljali tračanski knezi. Zastopanje bogov in junakov, glav s črnimi afriškimi obraznimi potezami, svetih živali in mitoloških bitij je imelo v antiki ritualno funkcijo - očistili naj bi izlivano tekočino in zaščitili vpletene v ritual.
Bolgarske oblasti so naredile tri kopije zlatih predmetov (tudi kopije so iz zlata), ki so danes v lasti različnih bolgarskih muzejev. Originalne posode so v preteklih desetletjih večkrat obkrožile svet in osupnile ljudi na vseh celinah.